# Манфред Кальц
Манфред Кальц (нім. Manfred Kaltz, нар. 6 січня 1953, Людвігсгафен-на-Рейні) — німецький футболіст, що грав на позиції захисника.
Виступав, зокрема, за клуб «Гамбург», а також національну збірну Німеччини.
Триразовий чемпіон Німеччини. Дворазовий володар Кубка Німеччини. Володар Кубка чемпіонів УЄФА. Володар Кубка Кубків УЄФА. У складі збірної — чемпіон Європи. 

## Клубна кар'єра
Вихованець футбольної школи клубу «Гамбург». Дорослу футбольну кар'єру розпочав 1971 року в основній команді того ж клубу, в якій провів вісімнадцять сезонів, взявши участь у 581 матчі чемпіонату.  Більшість часу, проведеного у складі «Гамбурга», був основним гравцем захисту команди.
Згодом з 1989 по 1990 рік грав у складі команд клубів «Бордо» та «Мюлуз».
Завершив професійну ігрову кар'єру у клубі «Гамбург», у складі якого вже виступав раніше. Прийшов до команди 1990 року, захищав її кольори до припинення виступів на професійному рівні у 1991.

## Виступи за збірну
1975 року дебютував в офіційних матчах у складі національної збірної Німеччини. Протягом кар'єри у національній команді, яка тривала 9 років, провів у формі головної команди країни 69 матчів, забивши 9 голів.
У складі збірної був учасником чемпіонату Європи 1976 року в Югославії, де разом з командою здобув «срібло», чемпіонату світу 1978 року в Аргентині, чемпіонату Європи 1980 року в Італії, здобувши того року титул континентального чемпіона, чемпіонату світу 1982 року в Іспанії, де разом з командою здобув «срібло».

## Титули і досягнення
- Чемпіон Німеччини (3):

«Гамбург»:  1978—1979, 1981—1982, 1982—1983
- Володар Кубка Німеччини (2):

«Гамбург»:  1975—1976, 1986—1987
- Володар Кубка німецької ліги (1):

«Гамбург»: 1972—1973
- Володар Кубка чемпіонів УЄФА (1):

«Гамбург»: 1982—1983
- Володар Кубка Кубків УЄФА (1):

«Гамбург»: 1976—1977
Збірні
- Чемпіон Європи (1): 1980
- Віце-чемпіон Європи: 1976
- Віце-чемпіон світу: 1982